# Dihammaphoroides jaufferti
Dihammaphoroides jaufferti är en skalbaggsart som beskrevs av Maria Helena M. Galileo och Martins 2003. Dihammaphoroides jaufferti ingår i släktet Dihammaphoroides och familjen långhorningar. Inga underarter finns listade i Catalogue of Life.